# Stazione di espansione

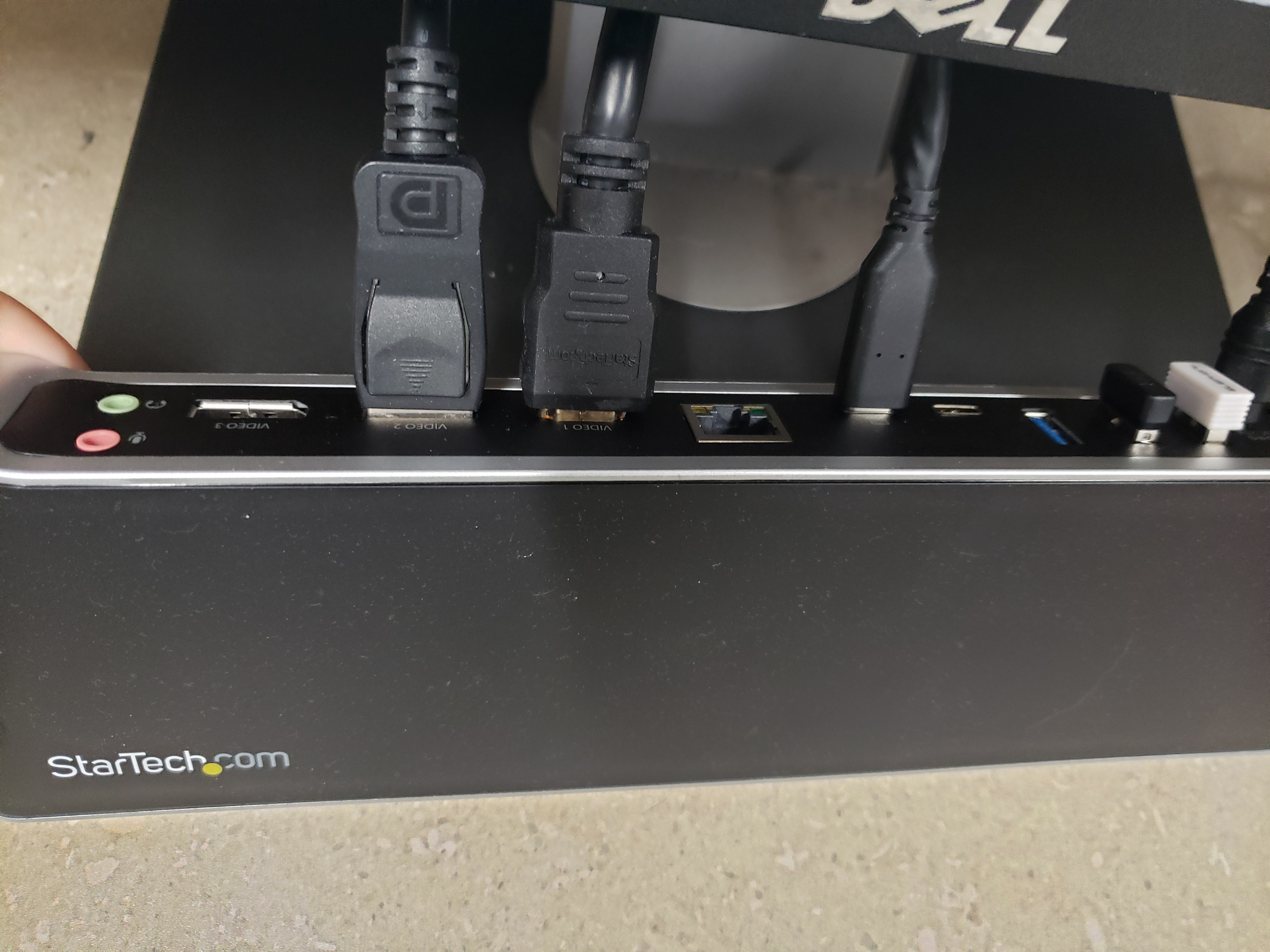
Esempio di docking station con cavi e connettori collegati alle rispettive porte (da sinistra displayPort, HDMI, thunderbolt, USB)

In informatica ed elettronica una stazione di espansione (conosciuta anche con il termine inglese docking station) è una piattaforma hardware a cui si può collegare un computer portatile (esistono anche sistemi per smartphone da coadiuvare tramite sistemi operativi convergenti) per convertirlo in un PC da scrivania. Tipicamente essa contiene slot per schede di espansione, vani per drive per hard disk, connettori per periferiche come monitor, stampante, tastiera, ecc. Si tratta dunque di un hub, ovvero un dispositivo che ripete in uscita i segnali entranti dal PC portatile. Molte stazioni di espansione moderne sono sostanzialmente hub USB 3.

## Caratteristiche
L'idea è stata quella di mediare la portabilità di un notebook con la praticità di espansione di un computer da scrivania. Il tutto, con una semplice operazione, senza spostare alcun cavo o perder tempo con tutti connettori delle varie periferiche e limitarsi ad un solo collegamento più o meno adattato alla macchina (dai sistemi universali a sistemi personalizzati per una macchina in particolare), operazione che altrimenti risulterebbe lenta e non sempre possibile, soprattutto con alcune macchine munite di pochissime porte quali gli ultrabook. Col diffondersi di tablet e smartphone sono state create delle stazioni di espansione appositamente per questi dispositivi. Una stazione di espansione è anche utilizzata nella console ibrida Nintendo Switch per collegare la parte della console portatile al televisore.

## Galleria d'immagini

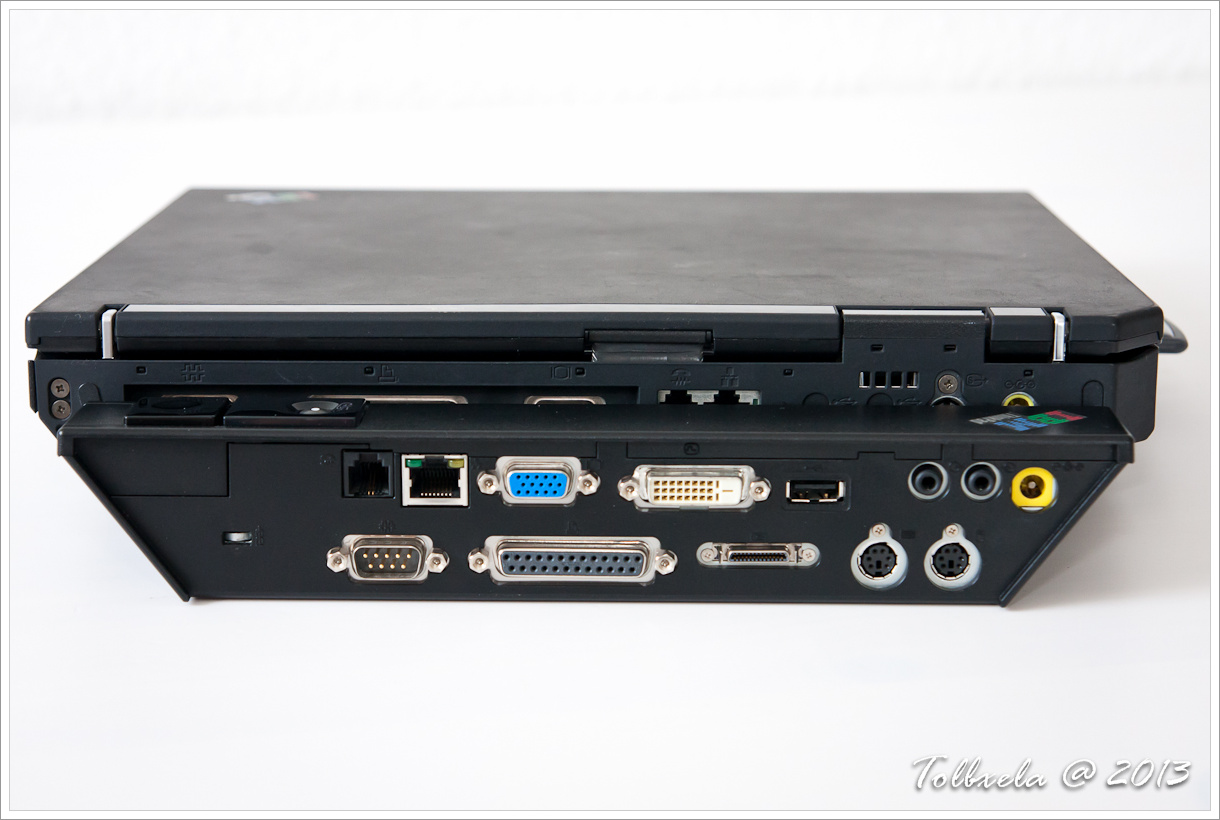
Il retro di una docking station della IBM col portatile sopra
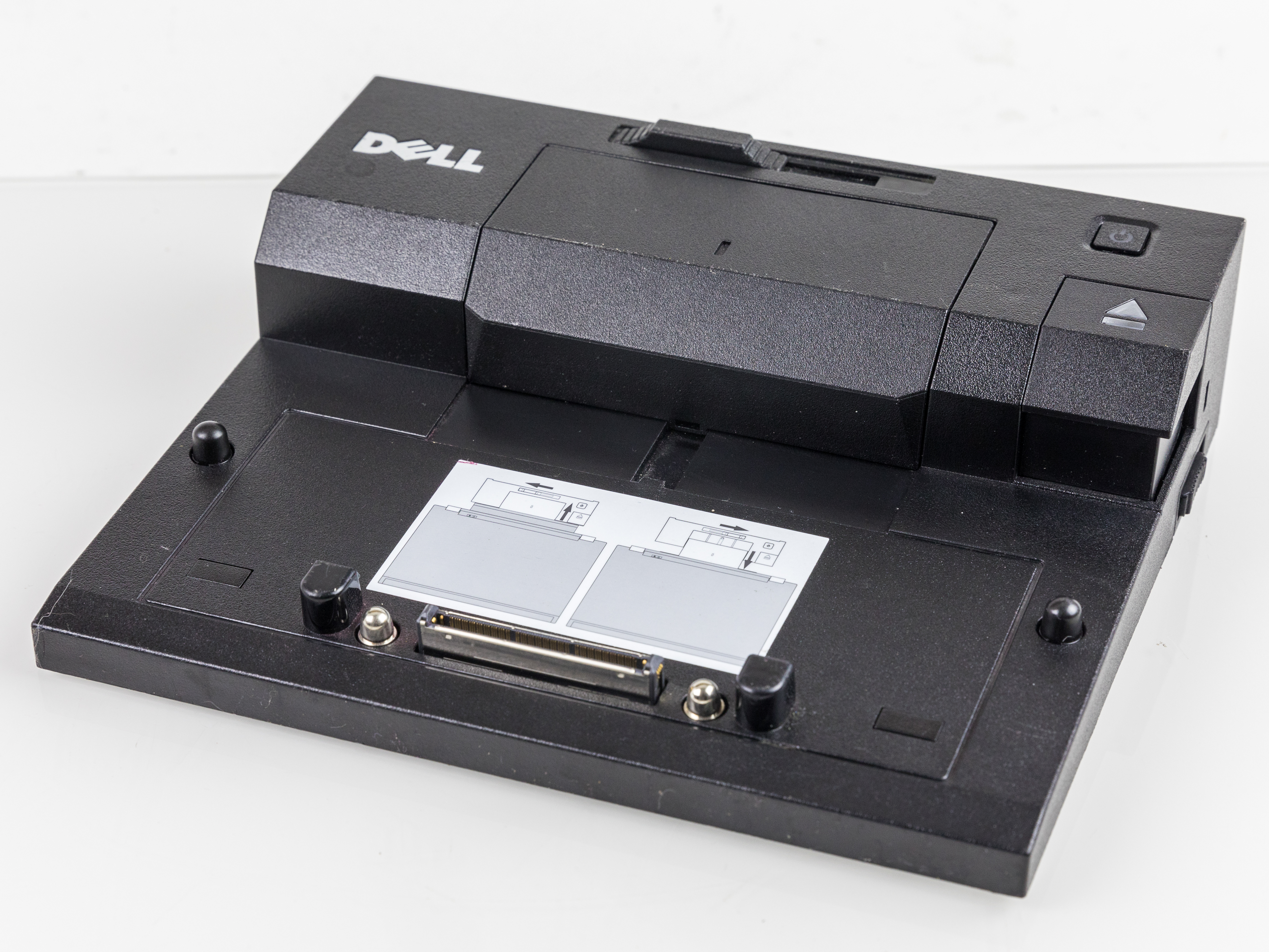
Una docking station Dell E-Port K07A senza portatile
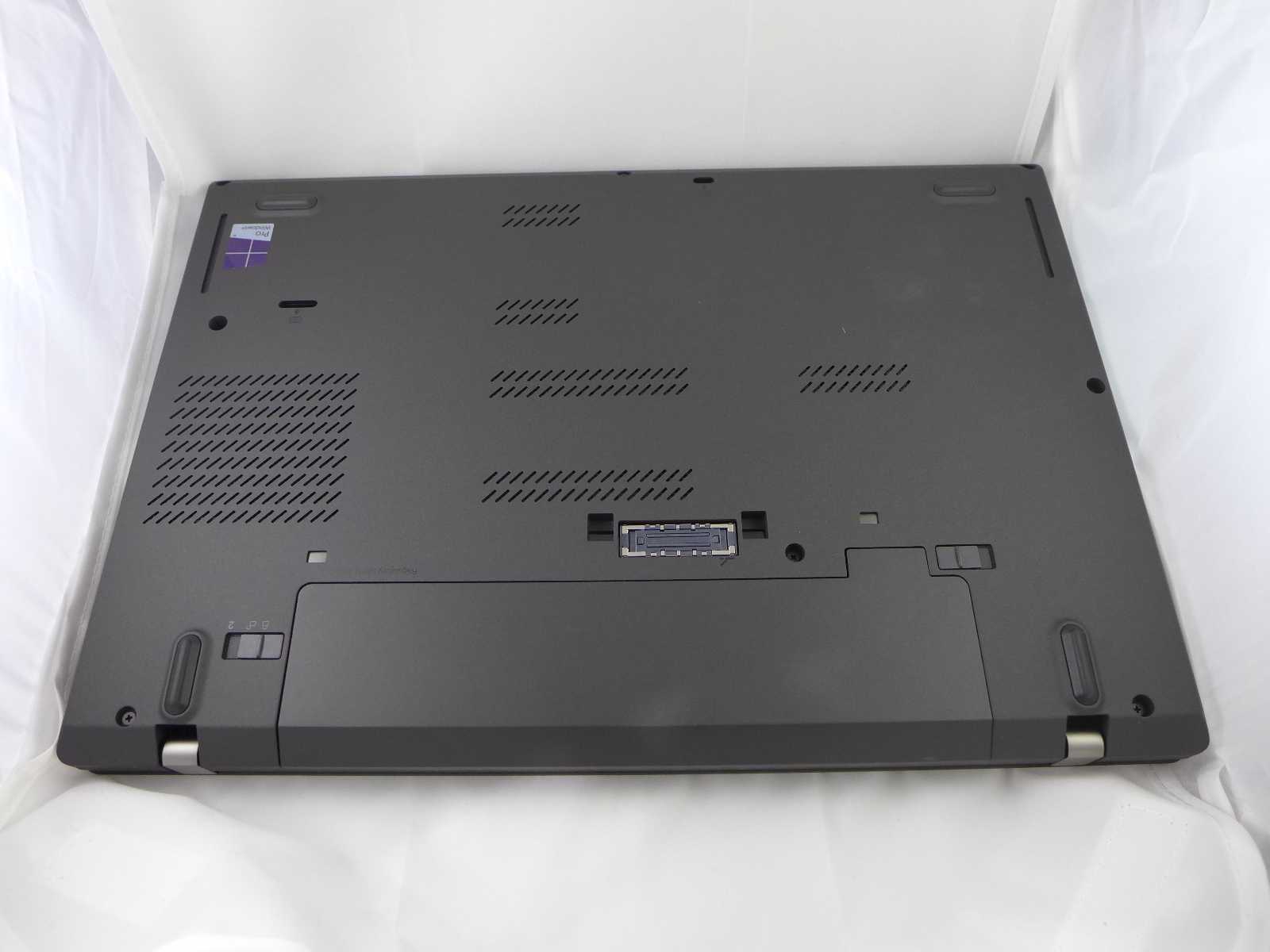
Retro di un Thinkpad T470p, la porta per la stazione di espansione è quella rettangolare sopra l'alloggiamento della batteria
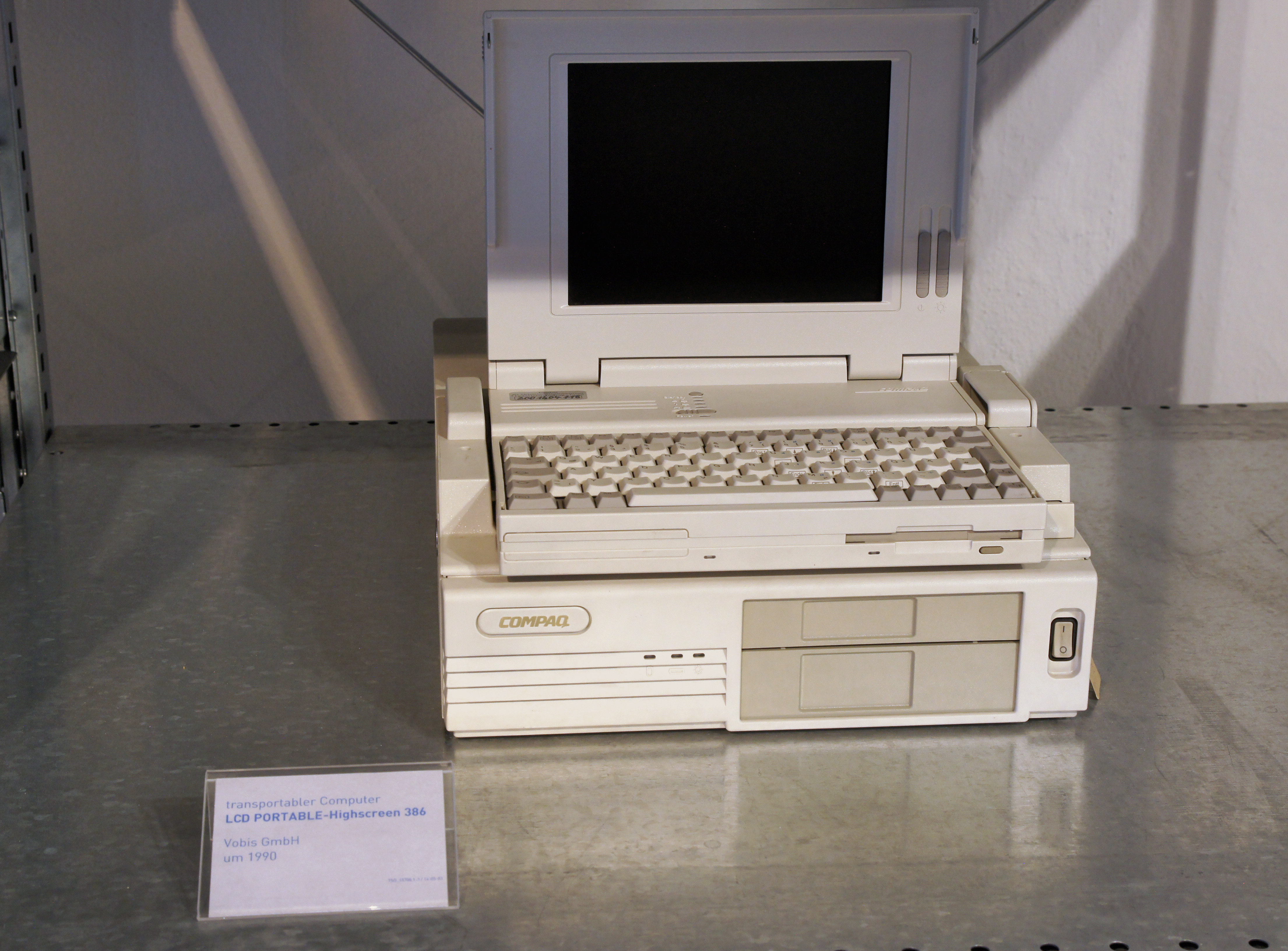
Un portatile Compaq LTE 386s/20 dell'inizio degli anni 90 sulla sua stazione di espansione